# Saint-Georges-sur-Cher
Saint-Georges-sur-Cher és un municipi francès situat al departament del Loir i Cher i la regió del Centre - Vall del Loira. El 2017 tenia 2.691 habitants.
Es troba al sud-oest del departament i forma part de la petita regió agrícola dels «altiplans de camps closos de la Turena meridional».